# Uropoda krantzi
Uropoda krantzi es una especie de arácnido del orden Mesostigmata de la familia Uropodidae.

## Distribución geográfica
Se encuentra la República del Congo.